# Olympische Sommerspiele 2016/Teilnehmer (Tuvalu)
| Gelbes Symbol für Goldmedaillen mit stilisierten Olympischen Ringen | Graues Symbol für Silbermedaillen mit stilisierten Olympischen Ringen | Braundes Symbol für Bronzemedaillen mit stilisierten Olympischen Ringen |
| ------------------------------------------------------------------- | --------------------------------------------------------------------- | ----------------------------------------------------------------------- |
| —                                                                   | —                                                                     | —                                                                       |

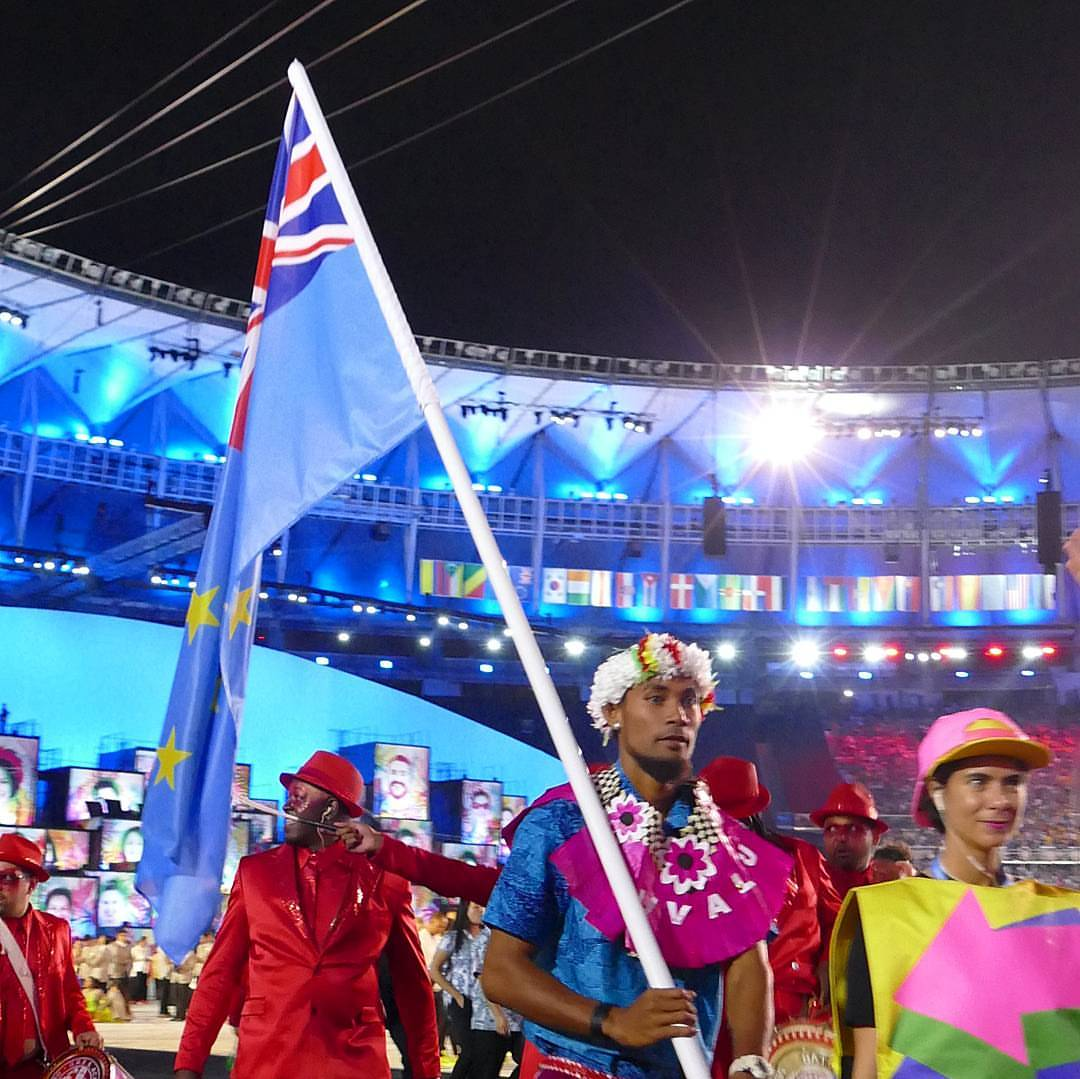
Der Fahnenträger Etimoni Timuani bei der Eröffnungsfeier

Tuvalu nahm in Rio de Janeiro an den Olympischen Spielen 2016 teil. Es war die insgesamt dritte Teilnahme an Olympischen Sommerspielen.
Das Tuvalu Association of Sports and National Olympic Committee nominierte mit Etimoni Timuani nur einen Sportler und stellte damit die kleinste Delegation bei den Spielen. Timuani war daher auch Fahnenträger bei der Eröffnungsfeier.

## Teilnehmer nach Sportart

### Leichtathletik
Laufen und Gehen
| Athleten        | Wettbewerb | Vorlauf | Vorlauf | Runde 1       | Runde 1       | Halbfinale    | Halbfinale    | Finale        | Finale        | Rang |
| Athleten        | Wettbewerb | Zeit    | Rang    | Zeit          | Rang          | Zeit          | Rang          | Zeit          | Rang          | Rang |
| --------------- | ---------- | ------- | ------- | ------------- | ------------- | ------------- | ------------- | ------------- | ------------- | ---- |
| Männer          |            |         |         |               |               |               |               |               |               |      |
| Etimoni Timuani | 100 m      | 11,81 s | 21      | ausgeschieden | ausgeschieden | ausgeschieden | ausgeschieden | ausgeschieden | ausgeschieden | 91   |